# Spyker F1 Team
Spyker F1 Team was een Nederlands team dat in het seizoen 2007 deelnam aan het wereldkampioenschap van de Formule 1. Spyker F1 was het resultaat van het overkopen van Midland F1 Racing door de Nederlandse ondernemer Michiel Mol. Dit gebeurde al in het seizoen 2006, waardoor het team al vanaf de Italiaanse Grand Prix dat jaar onder de interim naam Spyker MF1 (MF1 slaat op Midland F1) het seizoen afmaakte. MF1 Racing was hiervoor eigendom van het Russische staalbedrijf Midland, dat in handen is van de Russisch/Canadese miljardair Alex Shnaider.
Spyker begon het seizoen 2007 met de Nederlander Christijan Albers en de Duitser Adrian Sutil als coureurs.
Als test- en reserverijders zijn de Maleisiër Mohamed Fairuz Fauzy, de Nederlander Giedo van der Garde, de Spanjaard Adrián Vallés en de Duitser Markus Winkelhock aangetrokken.

Albers werd wegens sponsorperikelen na de Grand Prix van Engeland vervangen door testrijder Markus Winkelhock. Die, na een eenmalig optreden, op zijn beurt weer plaats moest maken voor Sakon Yamamoto.
Het team maakte gebruik van Ferrari-motoren. Er werd gereden met de Spyker F8-VII.

## Geschiedenis

### 2006
Tijdens de Grand Prix Formule 1 van Italië in september 2006 werd bekendgemaakt dat het zogenaamde M-consortium daadwerkelijk MF1 Racing heeft overgenomen. Men heeft Mike Gascoyne aangenomen om de nieuwe auto te ontwerpen. In totaal is een bedrag van 106,6 miljoen dollar overeenkomen voor de verkoop. Dit bedrag zal in drie termijnen betaald moeten worden. Voor 30 september moet de Nederlandse delegatie 68,6 miljoen dollar betalen. Daarna volgen twee jaarlijkse termijnen van resp. $15 miljoen en $23 miljoen.

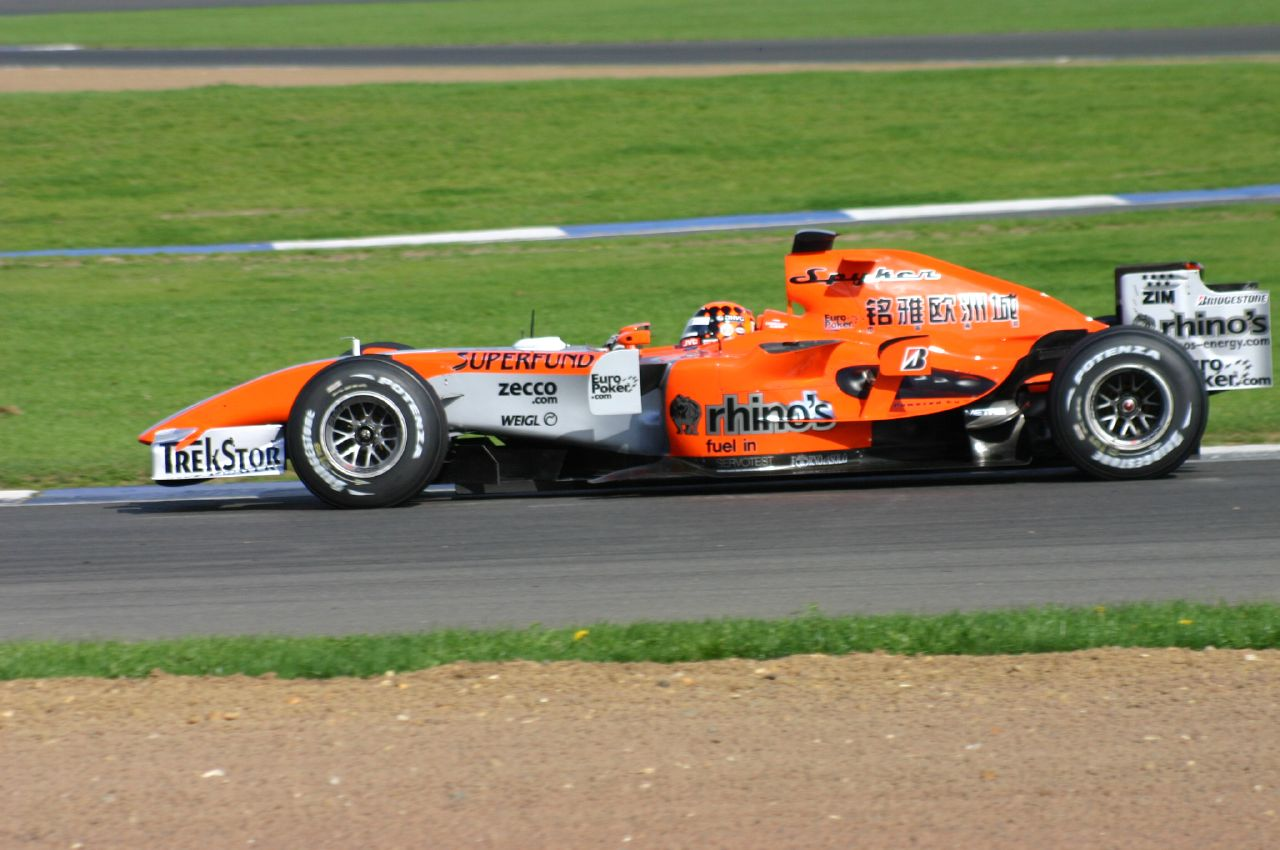
De Midland-Spyker waarmee het seizoen 2006 werd gecompleteerd

### 2007
Op 10 juli werd bekendgemaakt dat Christijan Albers op non-actief werd gesteld na het uitblijven van betaling van een van zijn sponsors. Testrijder Markus Winkelhock zou hem vervangen tijdens de Grand Prix van Europa op 22 juli, maar niet de vaste tweede rijder van het team worden. Winkelhock reed enkele ronden op de eerste plek tijdens de race op de Nürburgring door na de opwarmronde naar binnen te gaan en zijn banden te wisselen voor regenbanden, aangezien er regen dreigde. De rest kwam later binnen waardoor hij de kop pakte. Hij zou later uitvallen met hydraulische problemen. De Japanner Sakon Yamamoto maakt het seizoen af bij Spyker.
Adrian Sutil bracht een punt binnen voor het team van Spyker. In de Grand Prix van Japan werd hij negende, maar omdat Vitantonio Liuzzi een overtreding beging en 25 strafseconden kreeg (hij haalde een andere auto in terwijl er gele vlaggen gezwaaid werden), werd Sutil als achtste geklasseerd.

## Overname
Op 14 augustus 2007 maakte het team bekend dat Michiel Mol als CEO aftrad bij zowel Spyker Cars als Spyker F1. De reden hiervan was dat het team mogelijk na een jaar alweer zou worden verkocht in verband met de tegenvallende financiële resultaten bij Spyker Cars. Daarnaast zou de investering in de nieuwe raceauto voor het seizoen 2007 te groot zijn geweest. Mol zou een van de geïnteresseerden zijn om het team te kopen. Hij benadrukt dat verkoop een van de opties zou kunnen zijn. Mol wordt voorlopig opgevolgd door vicevoorzitter Hans Hugenholtz. Later sprak Hugenholtz het bericht tegen: "Dat is weer zo'n verzinsel van de pers. Wat juist is, is dat Michiel is afgetreden als CEO. En ik ben zijn opvolger. En de reden daarvoor is omdat Michiel een groter aandeel wil kopen in het Formule 1-team. Omdat je als CEO dan mogelijk een conflict of interest hebt, heeft hij ervoor gekozen af te treden als CEO. Het Spyker Formule 1-team is er en zal ook blijven bestaan."
Op 2 september 2007 werd bekend dat een consortium van Jan Kuypers en Mounir El Yazidi voornemens was het Formule 1-team over te nemen voor een bedrag van 80 miljoen euro. Het bod werd geaccepteerd door het bestuur van Spyker.
 Van 2008 tot en met 2018 kwam het team uit onder de naam Force India F1 team. In 2019 werd de naam gewijzigd naar Racing Point F1 Team.

## Resultaten
| Kleur  | Resultaat                              |
| ------ | -------------------------------------- |
| Goud   | Winnaar                                |
| Zilver | Tweede plaats                          |
| Brons  | Derde plaats                           |
| Groen  | Gefinisht (punten behaald)             |
| Blauw  | Gefinisht (geen punten behaald)        |
| Blauw  | Niet geklasseerd (NC)                  |
| Paars  | Uitgevallen (DNF)                      |
| Rood   | Niet gekwalificeerd (DNQ)              |
| Zwart  | Gediskwalificeerd (DSQ)                |
| Wit    | Niet gestart (DNS)                     |
| Blanco | Gewond (INJ)                           |
| Blanco | Uitgesloten (EX)                       |
| Blanco | Teruggetrokken (WD) / Niet deelgenomen |
| P      | Poleposition                           |
| S      | Snelste ronde                          |

(vetgedrukte resultaten zijn pole position en schuin gedrukte resultaten zijn snelste rondes)
| Jaar | Chassis                      | Motor      | Banden | Coureurs          | 1   | 2   | 3   | 4   | 5   | 6   | 7   | 8   | 9   | 10  | 11  | 12  | 13  | 14  | 15  | 16  | 17  | Punten | WK-plaats |
| ---- | ---------------------------- | ---------- | ------ | ----------------- | --- | --- | --- | --- | --- | --- | --- | --- | --- | --- | --- | --- | --- | --- | --- | --- | --- | ------ | --------- |
| 2007 | Spyker F8-VII Spyker F8-VIIB | Ferrari V8 | B      |                   | AUS | MAL | BHR | ESP | MON | CAN | USA | FRA | GBR | EUR | HON | TUR | ITA | BEL | JPN | CHN | BRA | 1      | 10e       |
| 2007 | Spyker F8-VII Spyker F8-VIIB | Ferrari V8 | B      | Adrian Sutil      | 17  | DNF | 15  | 13  | DNF | DNF | 14  | 17  | DNF | DNF | 17  | 21  | 19  | 14  | 8   | DNF | DNF | 1      | 10e       |
| 2007 | Spyker F8-VII Spyker F8-VIIB | Ferrari V8 | B      | Christijan Albers | DNF | DNF | 14  | 14  | 19  | DNF | 15  | DNF | 15  |     |     |     |     |     |     |     |     | 1      | 10e       |
| 2007 | Spyker F8-VII Spyker F8-VIIB | Ferrari V8 | B      | Markus Winkelhock |     |     |     |     |     |     |     |     |     | DNF |     |     |     |     |     |     |     | 1      | 10e       |
| 2007 | Spyker F8-VII Spyker F8-VIIB | Ferrari V8 | B      | Sakon Yamamoto    |     |     |     |     |     |     |     |     |     |     | DNF | 20  | 20  | 17  | 12  | 17  | DNF | 1      | 10e       |